# 650년대
650년대는 650년부터 659년까지를 가리킨다.